# 社会福利
社會福利（英語：welfare）政策的目標在於因應社會環境變遷所引發的社會問題，讓國民在遇到生育、老年、疾病、身心障礙、死亡、失業、貧窮、緊急危難等生命中的緊急或危機事件時，可得到政府適足的支持與協助，維護其基本的生活水準，並能擁有安定、健康、尊嚴之生活。人類需求，隨其所處時位，無論聰、愚、富、貧，總能相互濟助的現象，普遍於過去、現在、未來的人類社會中；社會福利於焉產生[需要完整來源]。
《世界人權宣言》主張：「人人生而自由，在尊嚴和權利上一律平等。」早期的社會福利觀念，主要是源於慈善助人的精神。《禮記‧禮運‧大同篇》：「故人不獨親其親，不獨子其子。使老有所終，壯有所用，幼有所長，矜寡孤獨廢疾者皆有所養。」這其實就是社會福利的觀念。

## 社會福利理論

### 福利的提供對象
- 選擇式（Selective）福利：以個人資產多寡為福利資格要件。
  - 效果較好，集中在有需要的人身上。
  - 成本較低，僅提供給有需要的人。
- 普及式（Universal）福利：以需求的類屬、群體、地區做為提供服務的基礎。
  - 較能適當回應不同人口群的基本需求
  - 較能觀照個人尊嚴與社會凝聚
  - 較能回應立即的需求。
  - 全體人民皆能受益。
  - 行政成本較低。
  - 達到所得重分配的效果。

#### 資格判斷
- 資產調查需求：基於經濟指標來判定需求的個人配置。
- 診斷的差異：基於技術診斷需求的個人配置。
- 補償：基於恢復公平的規範性指標的群體取向配置。
- 屬性需求：基於規範性需求指標的群體取向配置。
- 普及的社會公民權：社會權→人人都可享有經濟安全、健康、教育等普及的權利賦予。

### 福利的提供者
1. 家庭主義模式：以家族為核心，提供經濟、情感支持、照顧等，多在傳統社會發展，近代逐漸式微。
2. 社區主義模式：鄰里互相幫助的模式，早期如中國仕紳，近代的睦鄰運動等。隨著工業化從宗教或民間互助團體，轉型成NPO、志願組織的型態。
3. 市場模式：由市場提供服務，服務成為商品被需求者購買。屬於自由放任而非福利國家的形式。
4. 國家主義模式：國家負責照顧人民，給予普及性的權利賦予，包含經濟安全、社會服務、健康照顧、住宅、教育、就業等。
5. 混合經濟福利模式：公私混合的社會救濟，由政府外包部分福利給志願或營利部門，再提供給人民。使當代社會福利提供走向混合經濟的福利或福利多元主義，志願部門、政府、企業、家庭，共同負責提供社會福利。但組成多元混雜，實施效果難掌握。

## 福利系統
主要分為現金發給型與非現金發給型。
在台湾，分為七大類：兒童及青少年福利、婦女福利、老人福利、身心障礙福利、保護服務、社會救助、社會保險。

### 中華民國生育補助

#### 台澎金馬地區各縣市生育補助及育兒津貼
一、北北基
| 縣市別 | 生育補助金額                                                                      | 育兒津貼金額 | 備註 |
| 基隆市 | 每一胎次新生兒補助生育獎勵金新臺幣2萬元；雙胞胎補助4萬元                          | 1.低收入戶：每名兒童每月補助5,000元 2.中低收入戶：每名兒童每月補助4,000元 3.最近1年綜合所得稅核定稅率未達20%：每名兒童每月補助新臺幣2,500元。 | 育兒津貼以月為核算單位（最多可領至兒童滿2足歲當月）。 |
| 台北市 | 每一胎次，新生兒補助生育獎勵金2萬元；雙胞胎4萬元；三胞胎6萬元；四胞胎以上類推之。 | - 臺北市育兒津貼： 最近1年綜合所得稅核定稅率未達20%：每名每月2,500元。 - 父母未就業家庭育兒津貼： 1. 低收入戶：每名兒童每月5,000元（含現行低收入戶兒童生活補助費） 2. 中低收入戶：每名兒童每月4,000元 3. 最近1年綜合所得稅核定稅率未達20%：每名兒童每月2,500元 | 臺北市育兒津貼可與育嬰留職停薪津貼、保母托育費用重複請領（最多可領至兒童滿5足歲當月）。 父母未就業家庭育兒津貼不得與育嬰留職停薪津貼、保母托育費用重複請領（最多可領至兒童滿2足歲當月）。 |
| 新北市 | 每一胎次2萬元；雙胞胎4萬元；三胞胎6萬元；依此類推之。                             | 父母未就業家庭育兒津貼： 1. 低收入戶家庭：每名兒童每月5,000元 2. 中低收入戶家庭：每名兒童每月4,000元 3. 最近1年綜合所得稅核定稅率未達20%：每名兒童每月補助新臺幣2,500元。                                                                                      | 已領有政府其他相同性質之生活類補助或津貼者，不得重複領取本津貼，其額度低於本津貼應補足差額（最多可領至兒童滿2足歲當月）。                                                                 |

二、桃竹苗
| 縣市別 | 補助金額 | 備註                                                                                                |
| 桃園市 | 每名新生兒發放新臺幣3萬元；為雙胞胎者，每名發放新臺幣3萬5,000元；為三胞胎以上者，每名發放新臺幣4萬5,000元。                                                                                        | 申請書上需父母雙方簽名（即使其中一方未設籍於桃園市）                                                |
| 新竹縣 | 第一胎補助新台幣一萬元、第二胎二萬元、第三胎以上五萬元；該胎次為雙胞胎補助新台幣三萬元、三胞胎以上補助新台幣十萬元。                                                                               | 可與公所自辦加碼生育補助一同請領。                                                                  |
| 新竹市 | 1、第一胎15,000元，第二胎開始每胎增加5,000元（即20,000元），以此類推。 2、該胎次為雙胞胎補助新台幣五萬元、三胞胎以上或第二次以上雙胞胎補助新台幣十萬元。 3、死產或自然流產者補助新台幣一萬伍仟元。 | 1. 可與鄉鎮市公所自辦生育補助同時請領。 2. 新竹市生育津貼與低收入戶產婦及嬰兒營養費補助可同時領取。 |
| 苗栗縣 | 1、每一新生兒補助生育津貼新臺幣6,600元。 2、設籍苗栗縣七個月以上之婦女懷胎滿二十週因死胎或自然流產，持有合法證明文件者，得於事實發生之日起六個月內申請發給新臺幣6,600元。                          | 如申請人因離婚未取得對新生兒之權利義務之行使或負擔者，不得申請發給生育津貼。                        |

三、中彰投
| 縣市別 | 補助金額 | 備註                             |
| 台中市 | 每生育一名新生兒補助新臺幣二萬元整，補助金額以新生兒數計。 |                                  |
| 彰化縣 | 每生育一名新生兒補助新臺幣三萬元整，補助金額以新生兒數計。 | 可與鄉鎮市自辦生育補助一同請領。 |
| 南投縣 | 1、第一胎1萬元。 2、第二胎1萬5千元。 3、第三胎以上2萬元。 4、第一胎為多胞胎者，第一位獎勵1萬元，第二位獎勵1萬5千元，第三位(含)以上獎勵2萬元；如第二胎為多胞胎者，以第一位獎勵1萬5千元，第二位(含)以上獎勵2萬元計算。 | 可與鄉鎮自辦生育補助一同請領。   |

四、雲嘉南
| 縣市別 | 補助金額 | 備註                              |
| 雲林縣 | 每胎8,000元。 | 可與鄉鎮自辦生育補助一同請領。    |
| 嘉義縣 | 婦女生育補助費每胎補助新臺幣一萬二千元整，雙生以上者，補助費比例增給。                                               | 可與鄉鎮自辦生育補助一同請領。    |
| 嘉義市 | 1、每胎補助新台幣8,000元。 2、雙胞胎1萬8,000元。 3、三胞胎以上（含三胞胎）3萬元。                                    | 另每胎發給新生兒營養禮金6,000元。 |
| 台南市 | 第一名新生兒發給生育獎勵金新臺幣六千元；第二名新生兒發給新臺幣一萬二千元；第三名以後之新生兒，每名發給新臺幣三萬元。 |                                   |

五、高屏地區
| 縣市別 | 補助金額 | 備註                             |
| 高雄市 | 1.同一父或母所生之第一名新生兒發給生育津貼新臺幣一萬元。 2.第二名新生兒發給生育津貼新臺幣二萬元。 3.第三名以後之新生兒，每一新生兒發給生育津貼新臺幣三萬元，107年出生者，維持領取每名四萬六千元。但收養之子女，不予計入。 |                                  |
| 屏東縣 | 低收入戶婦女每人補助10,000元。 | 可與鄉鎮市自辦生育補助一同請領。 |
| 屏東縣 | 中低收入戶婦女每人補助3,000元。 | 可與鄉鎮市自辦生育補助一同請領。 |
| 屏東市 | 1.第 1 胎新生兒 1 萬元；第 2 胎 1 萬 5,000元；第 3 胎 2 萬，以此類推。 2.如為雙胞胎第二位新生兒視為第二胎；以此類推。 |                                  |

六、宜花東
| 縣市別 | 補助金額                                                                          | 備註                             |
| 宜蘭縣 | 每名1萬元                                                                         | 可與鄉鎮市自辦生育補助一同請領。 |
| 花蓮縣 | 每育一新生兒補助新臺幣二萬元，新生兒如為雙胞胎或多胞胎者， 以新生兒數為補助單位。 | 可與鄉鎮市自辦生育補助一同請領。 |
| 臺東縣 | 每胎補助5,000元，雙生以上者，補助費按胞胎數增給                                   | 可與鄉鎮市自辦生育補助一同請領。 |

七、離島地區
| 縣市別 | 補助金額 | 備註 |
| 澎湖縣 | 1、第一胎：3萬元整。 2、第二胎：5萬元整。 3、第三胎以上：7萬元整。 ※多胞胎者以該胎次補助金額倍數計算。                                                  | 可與鄉鎮市自辦生育補助一同請領。                                                                                         |
| 金門縣 | 1、單胞胎：2萬元。 2、雙胞胎：共6萬元。 3、三胞胎以上：每胞胎4萬元。                                                                                    | |
| 連江縣 | 1、第一胎新台幣2萬元。 2、第二胎新台幣5萬元。 3、第三胎(含以上)新台幣8萬元。如為多胞胎者，其補助金額以各胎之補助金額，依胎次計算之，最多以8萬元計算之。 | 符合以下二款以上者：一、出生嬰兒父母之一在本縣設籍需滿一年以上且累計設籍滿二年者。二、出生嬰兒持有出生證明並設籍本縣者。 |

大陸地區

### 引用
1. 1 2  曾中明.  (PDF). 中華民國衛生福利部. 中華民國 100 年 3 月  [2019-04-22]. （原始内容 (PDF)存档于2019-04-22） （中文）.
2. ↑  賴兩陽，2008
3. ↑  Government, Keelung City. . social.klcg.gov.tw. 2015-12-07  [2017-08-07]. （原始内容存档于2017-08-07） （英语）.
4. ↑  .   [2017-08-07]. （原始内容存档于2017-08-07）.
5. ↑  . 新北市政府福利補助自己查.   [2017-08-07]. （原始内容存档于2017-08-07） （中文）.
6. ↑  新竹市婦女生育津貼發放作業要點 （页面存档备份，存于），修正日期：民國 106 年 05 月 23 日。
7. ↑  嘉義縣政府辦理婦女生育補助實施要點 （页面存档备份，存于），修正日期:民國 107 年 07 月 31 日。
8. ↑  嘉義市婦女生育津貼暨新生兒營養禮金發放作業要點 （页面存档备份，存于），中華民國104年11月24日府社福字第1041619879號函修正。
9. ↑  臺南市生育獎勵金發放作業要點 （页面存档备份，存于），中華民國107年11月20日府民戶字第1070920317A號令修正發布自108年1月1日施行。
10. ↑  高雄市生育津貼發給辦法 （页面存档备份，存于），中華民國 107 年 1 月 4 日高市府社兒少字第 10641731600 號令修正。
11. ↑  108 年屏東縣各鄉鎮發放生育補助一覽表 （页面存档备份，存于），108 年 7 月公告。
12. ↑  花蓮縣婦女生育補助實施計畫 （页面存档备份，存于），107 年 08 月 20 日第三次修正。
13. ↑  連江縣婦女生產補助自治條例 （页面存档备份，存于），修正日期：民國 107 年 11 月 23 日。

### 書籍
- 林萬億：《當代社會工作—理論與方法》，五南圖書出版股份有限公司，2002年出版。ISBN 957-11-2795-7